# Dorysthenes davidis
Dorysthenes davidis är en skalbaggsart som beskrevs av Leon Fairmaire 1886. Dorysthenes davidis ingår i släktet Dorysthenes och familjen långhorningar. Inga underarter finns listade i Catalogue of Life.